# Andreas Reinke
Andreas Reinke (Krakow am See, 10 de janeiro de 1969) é um ex-futebolista alemão que militava como goleiro.

## Carreira

### Nos clubes de Hamburgo
Começou a jogar de forma profissional em 1991, no Hamburgo. Mesmo tendo ficado dois anos no time da cidade portuária, disputou apenas um jogo. Foi para o St. Pauli, o segundo time da cidade, onde disputou mais partidas: 35 no total.

### Kaiserslautern
Reinke "estourou" mesmo em 1994, quando atuava no Kaiserslautern, equipe que defendeu até 2000. Nos Die roten Teufel, atuou ao lado de astros, como o lateral Andreas Brehme - um dos monstros sagrados do futebol alemão -, o alemão-oriental Olaf Marschall, e com alguns novatos, como o goleiro australiano Mark Schwarzer, o búlgaro Mariyan Hristov, o francês Youri Djorkaeff, o albanês Igli Tare, o luxemburguês Jeff Strasser, o brasileiro Arílson e aqueles que seriam dois dos principais jogadores alemães da atualidade, o meio-campista Michael Ballack e o atacante de origem polonesa Miroslav Klose.

### Aventura na Grécia e na Espanha
Após deixar o Kaiserslautern, Reinke foi jogar na Grécia, pelo Iraklis. Entretanto, sua passagem pelo time de Salônica não foi tão boa quanto no time alemão: foram dezenove partidas.
Desiludido com o Iraklis, Andreas foi para a Espanha para atuar no Real Murcia. Suas belas defesas - e até seus momentos de artilheiro, quando marcou um gol, o primeiro e o último de toda a carreira - foram suficientes para a imprensa local apelidá-lo de "Kahn de La Condomina", numa referência ao compatriota Oliver Kahn. Entretanto, a saudade de retornar à Alemanha bateu forte, e o goleiro não teve outra opção, senão a volta à terra natal.

### Regresso à Alemanha
Em 2003, credenciado pela sua boa passagem no Murcia, Reinke assinou contrato com o Werder Bremen, até então uma força emergente no futebol germânico. Começou como titular, quando inclusive chegou a ser considerado o melhor goleiro alemão do ano, desbancando inclusive Kahn - mas depois começaram os problemas, que culminaram com uma fratura em seu crânio, e muitos chegaram a temer por sua vida. Em seu lugar, entrou o jovem Tim Wiese, então um obscuro reserva.
Quando voltou, já era tarde demais para Andreas, que agora amargava o banco. Aos 38 anos, quando o Werder não aspirava mais nada em termos de título - que ficou com o Stuttgart -, o goleiro, que chegou a ter sua volta ao Kaiserslautern cogitada, resolveu dar termo à carreira.

## Títulos

### Por clubes
- Campeonato Alemão pelo Kaiserlautern em 1998
- Campeonato Alemão pelo Werder Bremen em 2004
- Copa da Alemanha pelo Kaiserlautern em 1996
- Copa da Alemanha pelo Werder Bremen em 2004